# Antonin Bobichon
Antonin Bobichon (Bagnols-sur-Cèze, 14 de septiembre de 1995) es un futbolista francés que juega de centrocampista en el Pau F. C. de la Ligue 2.

## Trayectoria
Bobichon comenzó su carrera deportiva con el Nîmes Olympique en la Ligue 2 2014-15, donde disputó 13 partidos con el equipo francés.
En la temporada 2016-17 estuvo cedido en el C. A. Bastia, de la tercera división francesa, regresando al Nîmes a final de temporada.
Con el Nîmes logró el ascenso a la Ligue 1 en la temporada 2017-18, consiguiendo debutar en la categoría el 1 de septiembre de 2018, en un partido frente al Paris Saint-Germain, donde, además, consiguió su primer gol. En su primera temporada en la Ligue 1 marcó 8 goles y repartió dos asistencias, por lo que varios clubes se interesaron en él.

### Angers
En 2019 el Angers S. C. O., que también se encontraba en la Ligue 1, le fichó por 1,5 millones de eueros. Dos años y medio después de su llegada fue cedido al A. S. Nancy-Lorraine para lo que quedaba de temporada. Tras la misma regresó a Angers antes de marcharse definitivamente en enero de 2023 al Stade Lavallois.

## Clubes
| Club                          | País    | Año       |
| ----------------------------- | ------- | --------- |
| Nîmes Olympique               | Francia | 2014-2019 |
| C. A. Bastia (cedido)         | Francia | 2016-2017 |
| Angers S. C. O.               | Francia | 2019-2023 |
| A. S. Nancy-Lorraine (cedido) | Francia | 2022      |
| Stade Lavallois               | Francia | 2023-2024 |
| Pau F. C.                     | Francia | 2024-     |